# Port Orchard
Port Orchard az Amerikai Egyesült Államok északnyugati részén, Washington állam Kitsap megyéjében elhelyezkedő város, a megye székhelye. A 2010. évi népszámlálási adatok alapján 11 144 lakosa van.

## Történet
A térség első fehér telepesei az 1854-ben fűrészüzemet indító William Renton és Daniel Howard voltak. A települést 1886-ban alapította Frederick Stevens, aki apja után Sidney-nek nevezte el azt. Sidney 1890. szeptember 15-én a megye első városi rangot birtokló települése lett. Később a haditengerészet a régióban kikötőt létesített.
A megyeszékhely korábban Port Madison volt, azonban az 1892-es népszavazást követően Sydney kapta meg a címet; ez év decemberében a lakosok az állami törvényhozásnál és a postánál is kérték a helység nevének Port Orchardra való módosítását. Mivel a charlestoniak (a mai Bremerton nyugati része) is kérték a településük átnevezését, a törvényhozás a kérelmet elutasította, viszont a posta engedélyezte. A változtatás eredményeként a Port Orchard-i postahivatal Sydneyben, míg a charlestoni Port Orchardban működött. 1903-ban Will Thompson kérte a törvényhozást az átnevezésre, így Charleston postáját Charlestonba költöztették, Sydney pedig felvette a Port Orchard nevet.
2018. december 18-án a 190 és 210 km/h közti sebességű tornádó fákat tépett ki, valamint 450 épületet megrongált. A gázszivárgások miatt több kerületet kiürítettek.

## Éghajlat
A város éghajlata mediterrán (a Köppen-skála szerint Csb).
| Hónap                         | Jan.  | Feb.  | Már. | Ápr. | Máj. | Jún. | Júl. | Aug. | Szep. | Okt. | Nov.  | Dec.  | Év    |
| ----------------------------- | ----- | ----- | ---- | ---- | ---- | ---- | ---- | ---- | ----- | ---- | ----- | ----- | ----- |
| Rekord max. hőmérséklet (°C)  | 17,8  | 21,7  | 27,2 | 32,2 | 33,3 | 36,7 | 37,2 | 38,3 | 37,2  | 30,0 | 23,3  | 22,8  | 38,3  |
| Átlagos max. hőmérséklet (°C) | 8,3   | 9,4   | 12,2 | 15,0 | 18,3 | 21,1 | 24,4 | 25,0 | 21,7  | 15,6 | 10,6  | 7,2   | 15,8  |
| Átlagos min. hőmérséklet (°C) | 2,2   | 1,7   | 3,3  | 5,0  | 7,8  | 10,6 | 12,2 | 12,8 | 10,0  | 6,7  | 3,9   | 1,1   | 6,5   |
| Rekord min. hőmérséklet (°C)  | −10,6 | −11,1 | −7,2 | −8,9 | −2,8 | 2,8  | 3,9  | 2,2  | −1,1  | −2,8 | −12,2 | −13,9 | −13,9 |
| Átl. csapadékmennyiség (mm)   | 226   | 158   | 151  | 91   | 62   | 43   | 22   | 26   | 39    | 124  | 239   | 256   | 1437  |
| Forrás: The Weather Channel   |       |       |      |      |      |      |      |      |       |      |       |       |       |

## Népesség
A 2010-es népszámláláskor a városnak 11 144 lakója, 4278 háztartása és 2726 családja volt. A népsűrűség 446,1 fő/km2. A lakóegységek száma 4630, sűrűségük 185,4 db/km2. A lakosok 80,8%-a fehér, 3,4%-a afroamerikai, 1,3%-a indián, 5,8%-a ázsiai, 1,4%-a a Csendes-óceáni szigetekről származik, 1%-a egyéb, 6,4%-a pedig kettő vagy több etnikumú. A spanyol vagy latino származásúak aránya 6,6% (   )
A háztartások 33%-ában élt 18 évnél fiatalabb. 45,7% házas, 13,3% egyedülálló nő, 4,6% egyedülálló férfi, 36,3% pedig nem család. 27,7% egyedül élt; 9,5%-uk 65 éves vagy idősebb. Egy háztartásban átlagosan 2,43 személy élt; a családok átlagmérete 2,96 fő.
A medián életkor 34,5 év volt. A város lakóinak 23,5%-a 18 évesnél fiatalabb, 10,4% 18 és 24 év közötti, 29,1%-uk 25 és 44 év közötti, 23,4%-uk 45 és 64 év közötti, 13,5%-uk pedig 65 éves vagy idősebb. A lakosok 50,3%-a férfi, 49,7%-a pedig nő.

## Nevezetes személyek
- Benji Olson, NFL-játékos[14]
- Debbie Macomber, író[15]
- Delilah, rádiós műsorvezető[16]
- Jamie Ford, író[17]
- Jason Ellison, MLB-játékos[18]
- Jason Hammel, MLB-játékos[19]
- Jason Wade, a Lifehouse rockegyüttes énekese[20]
- Karolyn Grimes, színésznő[21]
- Madelaine Petsch, színésznő[22]
- Willie Bloomquist, MLB-játékos[23]

## Fordítás
Ez a szócikk részben vagy egészben  a   Port Orchard, Washington című angol Wikipédia-szócikk ezen változatának fordításán alapul.  Az eredeti cikk szerkesztőit annak laptörténete sorolja fel. Ez a jelzés csupán a megfogalmazás eredetét és a szerzői jogokat jelzi, nem szolgál a cikkben szereplő információk forrásmegjelöléseként.